# Àrea Metropolitana de Calcuta
L'Àrea Metropolitana de Calcuta o Àrea Metropolitana de Kolkata és l'aglomeració urbana de Calcuta (Kolkata) a l'estat de Bengala Occidental, Índia.
Està formada per:
- 3 Corporacions Municipal corporations: Kolkata (coneguda com a KMC: Kolkata Municipal Corporation), Howrah i Chandannagore
- 38 Municipalitats
- 72 ciutats
- 527 viles i pobles[1]

Segons el cens del 2001 la seva població era de 13.216.546 persones amb una superfície de 1.026 km², i una densitat de quasi 13000 persones per km². La superfície va pujar el 2003 a 1785 km², baixant la densitat a 7.843 per km². El 2005 la superfície va passar a 1854 km² i la població s'estimava en uns 15 milions. La població actual s'estima en uns 16 milions.